# Тимченко, Владимир Михайлович
Влади́мир Миха́йлович Ти́мченко (укр. Володимир Михайлович Тімченко; 14 сентября 1943 — 17 августа 2018) — советский и украинский гидролог, доктор географических наук, профессор. Работал в Институте гидробиологии НАН Украины, основатель направления экологической гидрологии в Украине.

## Биография
Родился 14 сентября 1943 года в городе Петропавловск (Казахстан). В 1968 году окончил Дальневосточный государственный университет во Владивостоке по специальности «гидрология». В 1973 году защитил кандидатскую диссертацию на тему «Ледовый режим и краткосрочный прогноз вскрытия и замерзания реки Уссури». В 1992 году защитил докторскую диссертацию в Московском государственном университете имени М. В. Ломоносова на тему «Гидрологические факторы функционирования водных экосистем (на примере водных объектов Украины)».
С 1979 года работал в Институте гидробиологии НАН Украины. С 1981 года возглавлял лабораторию гидрологии и управления водными экосистемами, с 1981 по 1983 год был заместителем директора по научной работе. Основал направление экологической гидрологии, сформулировав его предмет, основные задачи и методы.

## Научная деятельность
Тимченко разработал методологию исследования гидрологических процессов, влияющих на экологическое состояние водоемов. Его труды внесли значительный вклад в практическую гидробиологию, позволив применять новые методы оценки гидрофизических и гидродинамических условий формирования качества воды и биопродуктивности водоемов. Благодаря его исследованиям стало возможным прогнозирование миграции примесей, формирование застойных зон и влияние седиментации на качество воды.
Принимал участие в разработке проектов гидротехнического комплекса Дунай-Днепр, исследования последствий перекрытия Днепровско-Бугского и Днестровского лиманов, а также экологического обоснования строительства Чигиринской АЭС. Исследования Тимченко стали ключевыми при разработке системы экологических попусков ГЭС Днепровского каскада, экологической оптимизации их работы и формировании новых правил эксплуатации водохранилищ.
Объектами его экспедиционных исследований были крупнейшие реки и водоемы Украины, а также гидросистемы России, Казахстана и Польши.

## Публикации
Автор и соавтор более 300 научных работ, включая монографии:
- «Гидрология и гидрохимия Днепра и его водохранилищ» (1989, соавторство);[1]
- «Днепровско-Бугская эстуарная экосистема» (1989, соавторство);[2]
- «Эколого-гидрологические исследования водоемов Северо-Западного Причерноморья» (1990);[3]
- «Гидроэкология украинского участка Дуная и сопредельных водоемов» (1989, соавторство);[4]
- «Экологическая гидрология» (2006).[5]

## Общественная и экспертная деятельность
Тимченко был членом Национального комитета Украины по Международной гидрологической программе Всемирной метеорологической организации, а также входил в научно-технические советы Министерства энергетики и природных ресурсов Украины, России и Польши. Участвовал в разработке программ ЮНЕСКО, UNDP-GEF и CBC TACIS, направленных на охрану водных ресурсов. Был членом редколлегий ведущих научных изданий по гидрологии и гидроэкологии.

## Награды и признание
- Грамота Президиума Верховного Совета Украины (1991);
- Член-корреспондент Украинской экологической академии наук (1993);
- Автор методологии управления состоянием экосистем и качеством воды, внедренной в Украине и странах Восточной Европы.

## Память
Похоронен в колумбарии Байкового кладбища в Киеве.